# Gerrit Schulte
Gerardus Bernardus Maria Schulte, detto Gerrit (Amsterdam, 7 gennaio 1916 – Den Bosch, 26 febbraio 1992), è stato un ciclista su strada e pistard olandese.
Professionista dal 1937 al 1960, vinse una tappa al Tour de France, un titolo mondiale su pista nella prova dell'inseguimento individuale e quattro edizioni dei Campionati olandesi in linea.

## Palmarès

### Strada
- 1938 (Dilecta - Wolber, quattro vittorie)

Grand Prix de l'Europe
Critérium des As
3ª tappa Tour de France (Saint-Brieuc > Nantes)
GP Dunlop
- 1939 (Dilecta - Wolber, due vittorie)

1ª tappa Deutschland Tour (Berlino > Stettino)
2ª tappa Deutschland Tour (Stettino > Cottbus)
- 1944

Campionati olandesi, Prova in linea
- 1947 (Dilecta - Wolber, tre vittorie)

2ª tappa Zesprovincieenronde (Amsterdam > Tilburg)
3ª tappa Zesprovincieenronde (Tilburg > Heerlen)
Classifica generale Zesprovincieenronde
- 1948 (Dilecta - Wolber/Carrara - Dunlop, una vittoria)

Campionati olandesi, Prova in linea
- 1949 (Dilecta - Wolber/Amefa N.V., tre vittorie)

4ª tappa Giro dei Paesi Bassi (Enschede > Apeldoorn)
6ª tappa Giro dei Paesi Bassi (Helmond > Geleen)
Classifica generale Giro dei Paesi Bassi
- 1950 (Garin - Wolber, tre vittorie)

Campionati olandesi, Prova in linea
2ª tappa Boucles de la Gartempe
Classifica generale Boucles de la Gartempe
- 1951 (Garin - Wolber, due vittorie)

3ª tappa Giro dei Paesi Bassi (Venlo > Eindhoven)
5ª tappa, 1ª semitappa Giro dei Paesi Bassi (Sint-Niklaas > Kreuningen)
- 1953 (Garin - Wolber, una vittoria)

Campionati olandesi, Prova in linea
- 1954

2ª tappa Giro dei Paesi Bassi (Almelo > Valkenswaard)
- 1955

4ª tappa, 2ª semitappa Giro dei Paesi Bassi (Nunspeet > Valkenswaard)
- 1956 (Radium - R.I.H. Sport, una vittoria)

8ª tappa, 2ª semitappa Giro dei Paesi Bassi (Gennep > Amsterdam)

#### Altri successi
- 1935

Zeeuwse jaarbeursronde
- 1936

Criterium di Dussen
Criterium di Gouda
Criterium di Hoogerheide
- 1937 (Magneet - O.K. Cycles/Dilecta - Wolber)

Criterium di Dussen
Criterium di Gouda
Criterium di Hoogerheide
- 1938 (Dilecta - Wolber)

Criterium di Lione
Criterium di Purmerend
Criterium di Zurigo
Criterium di Oss
Criterium di Vinkeveen
Kermesse di Anversa
Criterium di Eindhoven
- 1939 (Dilecta - Wolber)

Acht van Chaam (criterium)
Criterium di Baarle-Hertog
Criterium di Zaandam
Criterium di Namur
Kermesse di Anversa
- 1940 (Dilecta - Wolber)

Criterium di Gent
Criterium di Princenhage
Criterium di Weert
- 1941 (Dilecta - Wolber)

Criterium di Roermond
- 1942 (Dilecta - Wolber)

Criterium di Roermond
Criterium di Breda
Criterium di Deventer
Criterium di Zuilen
Criterium di Hilversum
- 1943 (Dilecta - Wolber)

Criterium di Roermond
Criterium di Den Bosch
Criterium di Stein
Criterium di Maastricht
Criterium di Nijmegen
- 1944 (Dilecta - Wolber)

Criterium di Roermond
Criterium di Sittard
Criterium di Gouda
Criterium di Groningen
- 1945 (Dilecta - Wolber)

Criterium di Amsterdam
Criterium di Belsele
Criterium di Krommenie
Criterium di Rotterdam
Criterium di Beverwijk
- 1946 (Dilecta - Wolber)

Criterium di 's-Hertogenbosch
Alphen aan de Rijn (criterium)
Criterium di Hoensbroek
Criterium di Zuilen
Kermesse di Tongeren
- 1947 (Dilecta - Wolber)

Grand Prix Stadt - Sint-Niklaas (kermesse)
Criterium di Roermond
Criterium di Den Bosch
Criterium di Hoogerheide
Criterium di Baarle-Hertog
Criterium di Oss
Criterium di Enschede
- 1948 (Dilecta - Wolber/Carrara - Dunlop)

Acht van Brasschaat (criterium)
Criterium di Den Bosch
Criterium di Oss
Criterium di Arlon
Criterium di Gembloux
Criterium di Helmond
Criterium di Namur
- 1949 (Dilecta - Wolber/Amefa N.V.)

Acht van Brasschaat (criterium)
Criterium di Den Bosch
Criterium di Amersfoort
Criterium di Basel
Criterium di Best
Criterium di Meppel
Criterium di Roosendaal
Kermesse di Willebroek
Kermesse di Temse
Kermesse di Zwijndrecht
Criterium di Gennep
- 1950 (Garin - Wolber)

Criterium di Rosendaal
Criterium di Etten-Leur
Kermesse di Anversa
- 1951 (Garin - Wolber)

Criterium di Oud-Gastel
Kermesse di Westerloo
- 1952 (Garin - Wolber)

Criterium di Sas van Gent
- 1953 (Garin - Wolber)

Criterium di Den Bosch
- 1954 (Garin - Wolber)

2ª tappa 2ª semitappa Driedaagse van Antwerpen - Tre Jours d'Anvers (Anversa, cronosquadre)
Criterium di Goes
- 1955 (Garin - Wolber)

Criterium di Den Bosch
Derny di Helmond
- 1956 (Radium - R.I.H. Sport)

Criterium di Den Bosch
Criterium di Leuven
Criterium di Dussum
Derny di Helmond
- 1958 (Radium - R.I.H. Sport)

Criterium di Den Bosch
Criterium di Hemiksem
Criterium di Wevelgem
Derny di Hanret

### Pista
- 1940

Campionati olandesi, Inseguimento individuale
Sei giorni di Anversa (con Gerrit Boeijen)
- 1941

Campionati olandesi, Inseguimento individuale
- 1942

Campionati olandesi, Inseguimento individuale
Campionati olandesi, 50 km
- 1943

Campionati olandesi, Inseguimento individuale
Campionati olandesi, 50 km
- 1944

Campionati olandesi, Inseguimento individuale
Campionati olandesi, 50 km
- 1945

Campionati olandesi, Inseguimento individuale
- 1946

Sei giorni di Parigi (con Gerrit Boeijen)
Prix Raynaud - Dayen (Madison, con Gerrit Boeijen)
- 1947

Campionati olandesi, Inseguimento individuale
Sei giorni di Bruxelles (con Gerrit Boeyen)
Sei giorni di Gand (con Gerrit Boeyen)
- 1948

Campionati del mondo, Inseguimento individuale
Campionati olandesi, Inseguimento individuale
- 1949

Campionati europei, Madison (con Gerrit Boeijen)
Sei giorni di Gand (con Gerrit Boeyen)
Sei giorni di Anversa (con Gerrit Boeyen)
Prix Houlier-Comès (Madison, con Gerard Peters)
- 1950

Campionati europei, Madison (con Gerrit Boeijen)
Campionati olandesi, Inseguimento individuale
Sei giorni di Parigi (con Gerrit Boeijen)
Sei giorni di Gand (con Gerard Peters)
- 1951

Campionati olandesi, Inseguimento individuale
- 1952

Prix Goullet-Fogler, Madison (con Gerrit Peters)
- 1953

Sei giorni di Parigi (con Gerard Peters)
- 1954

Sei giorni di Anversa (con Gerard Peters)
Sei giorni di Berlino (con Gerard Peters)
- 1955

Sei giorni di Muenster (con Gerard Peters)
Sei giorni di Anversa (con Gerard Peters)
- 1956

Sei giorni di Zurigo (con Kay Werner Nilsen)
Sei giorni di Copenaghen (con Lucien Gillen)
- 1957

Sei giorni di Zurigo (con Armin Van Buren)
- 1958

Sei giorni di Berlino (con Klaus Bugdahl)
- 1959

Sei giorni di Bruxelles (con Peter Post)
Sei giorni di Anversa (con Klaus Bugdahl)
- 1960

Sei giorni di Anversa (con Jan Plantaz e Peter Post)

## Piazzamenti

### Grandi Giri
- Tour de France

1938: squalificato

### Classiche monumento
- Parigi-Roubaix

1939: 11º
1953: ritirato

### Competizioni mondiali
- Campionati del mondo su strada

Valkenburg 1938 - In linea: ritirato
Zurigo 1946 - In linea: 5º
Reims 1947 - In linea: ritirato
Valkenburg 1948 - In linea: ritirato
Copenaghen 1949 - In linea: 5º
Moorslede 1950 - In linea: 4º
Copenaghen 1956 - In linea: 3º
- Campionati del mondo su pista

Parigi 1947 - Inseguimento individuale: 4º
Amsterdam 1948 - Inseguimento individuale: vincitore
- Giochi olimpici

Berlino 1936 - In linea: ritirato

### Competizioni europee
- Campionati europei

Belgio 1949 - Americana: vincitore
Svizzera 1950 - Americana: vincitore
Belgio 1951 - Americana: 2°
Svizzera 1953 - Americana: 2°
Svizzera 1954 - Americana: 2°
Germania 1955 - Americana: 2°
Danimarca 1957 - Americana: 8°
Danimarca 1958 - Americana: 7°
Svizzera 1959 - Americana: 3°
Belgio 1960 - Americana: 4°